# Almalik, Šindžjang
Almalik (ujgursko ئالمالىق, kitajsko: 阿力麻里; pinjin: Ālìmálǐ), Armalek, Almalig, je bil srednjeveško mesto v porečju reke Ili, okraj Huočeng, Šindžjang, Kitajska. Sodobno mesto Alimali (阿力玛里) v Horgasu pri Huočengu nima nobene zgodovinske povezave s srednjeveškim mestom.
Almalik je bil prvotno eno od karluških mest v turških kaganatih. Znan je iz poročil perzijskih zgodovinarjev in kitajskih popotnikov iz mongolskega obdobja (13. do 15. stoletja), zlasti daoista Čang Čuna  iz 13. stoletja.
V potopisnih zapisih glavnega Džingiskanovega svetovalca Yelü Čucaija je mesto Almalik stalo med gorovjem Tjanšan in reko Ili. Okoli Almalika je bilo veliko lesnik, ki so jih domačini imenovali "almalik". Mesto je dobilo ime prav po njih.
Pripoved perzijskega zgodovinarja pravi, da je princ Ozar iz Almalika leta 1211 priznal Džingiskanovo nadoblast. Princa so kasneje ubil karakitajski gurkan. Džingiskan je kraljevemu sinu Siknaku Tekinu dovolil, da ga nasledi kot kralj Almalika, in mu dal za ženo edino hči svojega starejšega sina Džočija. Ko je Džingiskan leta 1219 povedel svojo vojsko na pohod v Perzijo, se mu je Siknak Tekin pridružil.
Poroka med vladarjem Almalika in Džingiskanovo vnukinjo kaže, da je bil Almalik takrat pomembno mesto. Naseljen je bil s prebivalci različnih narodnosti in verskih prepričanj in je med vladanjem mogulskega kana Tugluk Timurja (vladal 1351-1363) postal pomembno islamsko središče. V mestu še vedno stoji Tugluk Timurjeva grobnica. Napisi v mestu kažejo, da so bili v tretji četrtini 14. stoletja v mestu prisotni tudi nestorijanski kristjani.
V 14. stoletju je v Almaliku delovalo tudi veliko katoliških misijonarjev, vključno z Giovannijem de' Marignollijem. Tako kot on se je med potovanjem po Kitajski tam ustavilo veliko Evropejcev. Mesto so v svojih zapisih omenjali kot Armalek.
Starovešega Almalika se ne sme zamenjati z uzbekistanskim rudarskim mestom Olmalik, ustanovljenim leta 1951, ki se pogovorno imenuje Almalik.